# Bjørn Erichsen
 Der er flere personer med dette navn, se Bjørn Erichsen (forlægger).
Bjørn Beha Erichsen (født 3. februar 1949 i København) er en dansk tv-producer og leder inden for mediebranchen.
Erichsen er uddannet cand.phil. i historie fra Københavns Universitet i 1980. Han underviste fra 1972 til 1980 på Krogerup Højskole, og kom i 1980 til DR-TV som programmedarbejder og -producer og producerede mere end 150 radio- og tv-udsendelser. I 1991 var han med til at etablere Den Europæiske Filmhøjskole i Ebeltoft og blev efterfølgende dens første forstander. Han vendte tilbage til DR i 1996 som tv-direktør, hvor han otte måneder efter sin start åbnede DR2 og forestod en radikal omlægning og modernisering af DR-TV. I 2001 var han hovedansvarlig for afholdelsen af Eurovision Song Contest 2001 i Parken efter Brødrene Olsens sejr i konkurrencen året før. Fra 2002 blev han tv-direktør i European Broadcasting Union; Her forestod han alle Eurovisionens tv-aktiviteter, bl.a. coordineringen af 80 løbende coproduktioner og det øvrige samarbejde mellem EBU's 75 public service-broadcastere, en stilling han forlod i 2010.

I sine yngre år var Erichsen medlem af VS og sekretær i bevægelsen "Vietnam 69".
Bjørn Erichsen blev derefter medlem af Danmarks Kommunistiske Parti, som han meldte sig ud af i 1982. Erichsen medvirkede i 2010 i Jacob Rosenkrands' DR2-program Jagten på de røde lejesvende. Han var inviteret i sin egenskab af tidligere direktør i DR, men de klip, der blev vist, fokuserede på hans rejser til DDR 35 år tidligere. Erichsen har på denne baggrund karakteriseret serien som "forspildte muligheder om en egentlig værdidebat om DR og Danmark i medierne".
I 1986-87 producerede Erichsen sammen med Poul Vitus Nielsen og Ebbe Kløvedal Reich TV-serien Snart dages det ... om arbejderbevægelsens historie. Serien blev mødt med en omfattende debat, herunder også kritik fra ledende socialdemokrater Svend Auken og Ritt Bjerregaard for at nedprioritere Socialdemokratiet i fortællingen til fordel for de revolutionære bevægelser. Erichsen har desuden produceret TV serien "Med Nordkaperen i Sydhavet" sammen med sin bror Troels Kløvedal, samt tv-serier om erhvervsøkonomi, samfundsøkonomi, genteknologi, historieforståelse, de danske fredsbevægelser, danske lokalsamfund, primetime-debatserien "Konfrontation", programserien "Dilemma" sammen med Gregers Dirckinck Holmfeldt og meget andet, i alt ca 150 radio- og tv-programmer. Derudover har han instrueret kortfilmen "Dagbog fra den spanske borgerkrig" om de danske spaniensfrivillige.

## Privat
Han er søn af dyrlæge Asbjørn Beha Erichsen (1903-1971) og børnehaveleder Gurli Marie Larsen (1908-1954). Han er bror til Hanne Reintoft, Lise Beha Erichsen og Troels Kløvedal.
Erichsen er gift med Lene Erichsen. Parret har to børn.

## Udvalgte udgivelser
- Om arbejderbevægelsen. En introduktionsbog til dansk arbejderbevægelses historie, København: Hans Reitzels Forlag 1977. ISBN 87-412-3450-2
- (med Poul Vitus Nielsen og Ebbe Kløvedal Reich) En billedbog om arbejderbevægelsens historie, DR 1986.